# بریانووتسه
بریانووتسه (به صربی: Brejanovce) یک منطقهٔ مسکونی در صربستان است که در لسکواس واقع شده‌است. بریانووتسه ۳۶۴ نفر جمعیت دارد و ۲۱۵ متر بالاتر از سطح دریا واقع شده‌است.